# Акинская Поляна
Акинская Поляна (тат. Әки Аланы, Äki Alanı) — посёлок в Советском районе Казани.

## География
Акинская Поляна расположена в северной части Советского района, на реке Казанка. Севернее находится посёлок Урманче, западнее и южнее — дачи.

## История
Возник в 1930-е годы.
С момента основания входил в состав Казанского (до 1938), Юдинского (1938—1950), Высокогорского (1950—1963, 1965—1984, 2005—2008) и Зеленодольского (1963—1965) районов; в 1984—2005 годах в подчинении Советского райсовета Казани. В 2008 году (по другим данным, в 2005 году) включён в состав Советского района Казани.
На низшем административном уровне посёлок входил в состав Большедербышкинского сельсовета; после его упразднения в 2005 году до 2008 года находился в состав Красносельского сельского поселения.

## Улицы
- Дачная (тат. Дачы урамы, Daçı uramı). Начинаясь от Главной улицы посёлка Урманче, идёт параллельно Казанке и заканчивается на южной окраине посёлка.

## Транспорт
Ближайшая остановка общественного транспорта находится в посёлке Кульсеитово в полукилометре от посёлка.